# Tonsilla veli palatini

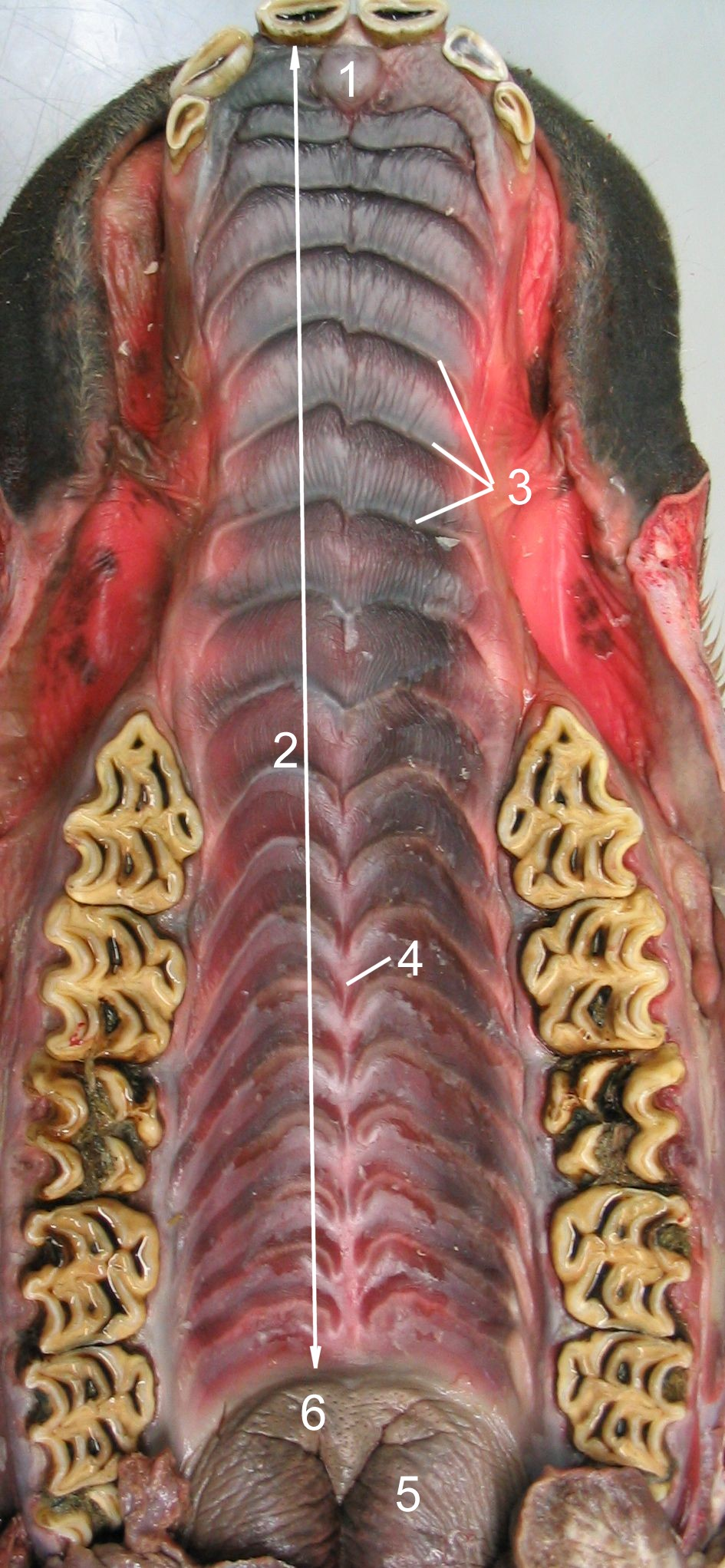
Gaumen eines Pferdes
1 Papilla incisiva, 2 harter Gaumen, 3 Gaumenstaffeln, 4 Gaumennaht, 5 Gaumensegel, 6 Gaumensegelmandel

Die Tonsilla veli palatini (Gaumensegelmandel) ist eine Ansammlung von lymphatischem Gewebe in Form einer Mandel an der Unterseite des Gaumensegels (Velum palatinum). Sie gehört zum Lymphatischen Rachenring, tritt allerdings nicht bei allen Säugetieren auf, beim Menschen ist sie nicht ausgebildet. Bei Hund, Katze, Schafen und Ziegen gibt es an dieser Stelle nur einzelne Lymphfollikel oder verstreut lymphoretikuläres Gewebe, so dass ebenfalls nicht von einer Gaumensegelmandel gesprochen werden kann. Bei Rindern treten zusätzlich einzelne Bälge auf. Bei Pferden und Schweinen zeigt sich die Gaumensegelmandel als „Beetmandel“, wölbt sich also deutlich auf der Schleimhaut hervor, mit Bälgen. Beim Pferd ist sie 4 × 2,5 cm groß und liegt median am Gaumensegel. Beim Schwein ist die Gaumensegelmandel eine paarige Platte.